# NGC 1513
NGC 1513 é um aglomerado aberto na direção da constelação de Perseus. O objeto foi descoberto pelo astrônomo William Herschel em 1790, usando um telescópio refletor com abertura de 18,6 polegadas. Devido a sua moderada magnitude aparente (+8,4), é visível apenas com telescópios amadores ou com equipamentos superiores. 